# Takhemaret
Takhemaret, également orthographié Takhamarat, est une commune de la wilaya de Tiaret en Algérie.

## Géographie

### Toponymie
Le nom de Takhemaret est d'origine berbère, il signifie « la terre marécageuse » ou « la terre des sables mouvants »[réf. nécessaire]. Voir peut être ⵡⴰⵅⵎⴰⵊ [axmaj] salissant.

## Histoire
À l'époque coloniale française,  la commune est nommée: Dominique Luciani; en hommage à l'ethnologue: Jean-Dominique Luciani.